# Оффлага
Оффлага (итал. Offlaga) —коммуна в Италии, в провинции Брешиа области Ломбардия.
Население составляет 3356 человек, плотность населения составляет 153 чел./км². Занимает площадь 22 км². Почтовый индекс — 25020. Телефонный код — 030.
Покровителем коммуны почитается святой Имерий, празднование 17 июня.